# Goranec (Klenovnik)
Goranec is een plaats in de gemeente Klenovnik in de Kroatische provincie Varaždin. De plaats telt 40 inwoners (2001).